# Le Portugais
Le Portugais (ou L'Émigrant) est un tableau peint par Georges Braque en 1911 ou 1912. Cette huile sur toile représente un musicien qu'entourent des inscriptions incomplètes ajoutées par l'artiste au pochoir. Elle est conservée au Kunstmuseum, à Bâle, en Suisse.
Le tableau figure dans l'exposition "Cubisme" au Centre Pompidou, du 17 octobre 2018 au 25 février 2019.
Contexte de sa création : L’été 1911 passé dans le village catalan de Céret consacre une période d’intense expérimentation et d’étroite complicité entre Braque et Picasso. La quête d’expression d’un espace « tactile » les conduit à fragmenter le visible en facettes cristallines, qui tend à dissoudre le sujet. Pour pallier cette abstraction grandissante, les peintres mettent en place un système de signes diffus, qui renvoient à la réalité sous forme cryptée : un cercle associé à des lignes horizontales désigne une guitare ; le violon est réduit à sa crosse ou à ses ouïes. Aux symboles fragmentaires s’ajoutent des caractères d’imprimerie, invariants graphiques offrant un repère visuel stable. Dans Le Portugais, Braque introduit des lettres au pochoir pour reconstituer une scène de café.

## Expositions
- Le Cubisme, Centre national d'art et de culture Georges-Pompidou, Paris, 2018-2019.